# Chinesische Fußballnationalmannschaft (U-23-Männer)
Die chinesische U-23-Fußballnationalmannschaft ist eine Auswahlmannschaft chinesischer Fußballspieler. Sie untersteht dem chinesischen Fußballverband CFA und repräsentiert diesen international auf U-23-Ebene, etwa in Freundschaftsspielen gegen die Auswahlmannschaften anderer nationaler Verbände, bei U-23-Asienmeisterschaften sowie den Fußballturnieren der Olympischen Sommerspiele und der Asienspiele.
Bisher konnte sich die Mannschaft einmal für das olympische Fußballturnier qualifizieren. 2008 kam sie als Gastgeber aber nicht für die Gruppenphase hinaus. An der U-23-Asienmeisterschaft nahm China dreimal teil, schied dabei aber immer bereits in der Gruppenphase aus. Bei den Asienspiele erreichte sie 2002, 2006 und 2010 jeweils das Viertelfinale.
Spielberechtigt sind Spieler, die ihr 23. Lebensjahr noch nicht vollendet haben und die chinesische Staatsangehörigkeit besitzen.

## Bilanzen
| Olympische Spiele - 1992 bis 2004: Nicht qualifiziert - 2008: Gruppenphase - 2012 bis 2016: Nicht qualifiziert U-22-/23-Asienmeisterschaften - 2014: Gruppenphase - 2016: Gruppenphase - 2018: Gruppenphase - 2020: Qualifiziert | Asienspiele - 2002: Viertelfinale - 2006: Viertelfinale - 2010: Viertelfinale - 2014: Achtelfinale - 2018: Achtelfinale |